# Acanthinus
Acanthinus is een kevergeslacht uit de familie snoerhalskevers (Anthicidae). Het geslacht werd voor het eerst wetenschappelijk beschreven in 1849 door LaFerté-Sénectère.

## Soorten
- A. acutus Westerman, 1970
- A. albicinctus (LaFerté-Senéctère, 1848)
- A. ambiguus Werner, 1970
- A. australiensis Werner, 1970
- A. bechyneorum Werner, 1967
- A. blackburni Werner, 1970
- A. bokermanni Werner, 1967
- A. bordoni Werner, 1970
- A. browni Werner, 1967
- A. ceibensis Werner, 1967
- A. clavicornis (Champion, 1890)
- A. continuus Westerman, 1970
- A. cristatus Westerman, 1970
- A. chalumeaui Bonadona, 1981
- A. darlingtoni Werner, 1967
- A. diffusus Westerman, 1970
- A. dromedarius (LaFerté-Senéctère, 1848)
- A. elegantulus Werner, 1967
- A. exilis (LaFerté-Senéctère, 1848)
- A. fairchildi Werner, 1967
- A. fimbriatus Werner, 1970
- A. formiciformis Westerman, 1970
- A. freyorum Werner, 1967
- A. fronteralis (Casey, 1904)
- A. fucosus Werner, 1967
- A. geijskesi Werner, 1967
- A. glareosus Werner, 1966
- A. hapacarensis Werner, 1967
- A. harringtoni Werner, 1967
- A. imitans Werner, 1967
- A. invitus Werner, 1970
- A. kraussi Werner, 1967
- A. lanceatus Werner, 1967
- A. longiceps (Heberdey, 1938)
- A. lucidus Westerman, 1970

- A. lulingensis (Casey, 1904)
- A. myrmecops (Casey, 1895)
- A. nevermanni Werner, 1967
- A. ornatus (Heberdey, 1937)
- A. paraguayensis Werner, 1967
- A. parianae Werner, 1967
- A. pilositibia Werner, 1967
- A. pullus Westerman, 1970
- A. rohweri Werner, 1967
- A. rosalesi Westerman, 1970
- A. scitulus (LeConte, 1852)
- A. schwarzi Werner, 1967
- A. selvaensis Telnov, 2001
- A. simplicisternum Werner, 1967
- A. solus Werner, 1970
- A. spectans (Casey, 1904)
- A. spinicollis (LaFerté-Senéctère, 1848)
- A. spinosior Westerman, 1970
- A. subtropicus (Casey, 1904)
- A. trifasciatus (Fabricius, 1801)
- A. umbilicatus Chandler, 1975
- A. unicus (Casey, 1896)
- A. veracruzensis Werner, 1967
- A. zeteki Werner, 1967